# 奥尼永
奥尼永（法語：Onnion，法語發音：[ɔnjɔ̃]）是法国上萨瓦省的一个市镇，属于博讷维尔区。

## 地理
奥尼永（46°10'17"N, 6°28'44"E）面积18.97 平方千米，位于法国奥弗涅-罗讷-阿尔卑斯大区上萨瓦省，该省份为法国东部省份，历史上为薩伏依的一部分，北与瑞士接壤，西接安省，南至萨瓦省，东与瑞士和意大利接壤。
与奥尼永接壤的市镇（或旧市镇、城区）包括：博热沃、梅日韦特、米约西、圣茹瓦尔、维拉尔。

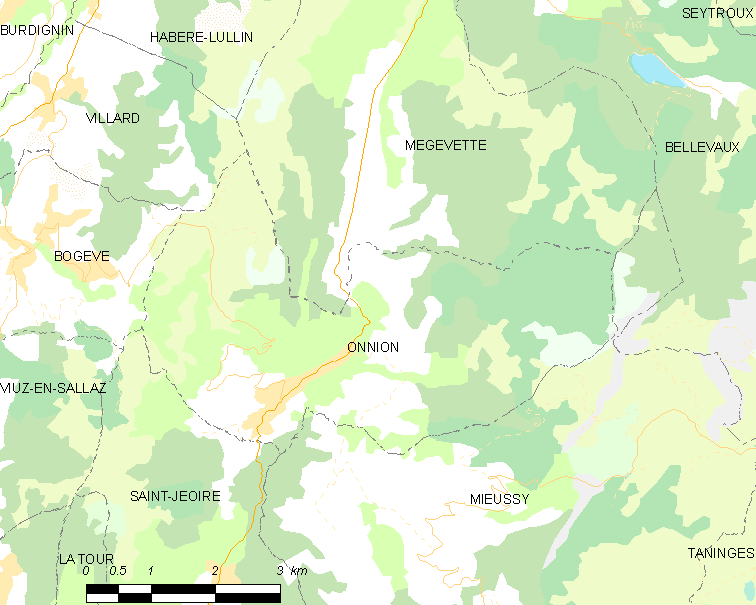
奥尼永的OSM定位图

奥尼永的时区为UTC+01:00、UTC+02:00（夏令时）。

## 行政
奥尼永的邮政编码为74490，INSEE市镇编码为74205。

## 政治
奥尼永所属的省级选区为博讷维尔县。

## 人口

1962-2008年间奥尼永人口变化图示

奥尼永于2022年1月1日时的人口数量为1281人。